# Valentin Herbert
Valentin Herbert (* 19. November 1864 in Gernsheim; † 12. Juni 1933 in Goddelau) war ein hessischer Politiker (Zentrum) und ehemaliger Abgeordneter des Landtags des Volksstaates Hessen in der Weimarer Republik.

## Familie
Valentin Herbert war der Sohn des Bauern Sebastian Herbert und dessen Frau Appolonia, geborene Gutjahr. Er heiratete am 15. September 1891 Elisabethe geborene Schwartz.

## Ausbildung und Beruf
Valentin Herbert arbeitete seit 1878 als Postschreibgehilfe, 1881 als Postgehilfe und ab 1885 als Postassistent. Später wurde er Büroassistent bei der Oberpostdirektion Darmstadt und 1903 Telegraphensekretär beim Telegraphenamt Darmstadt. 1908 wurde er Oberpostsekretär.

## Politik
Valentin Herbert war katholisch und schloss sich politisch dem Zentrum an. Er war Stadtverordneter und 1919 bis 1924 Landtagsabgeordneter.